# Marco Mendoza
Marco Mendoza (ur. 3 maja 1963 w San Diego, Kalifornia) – amerykański basista. Były członek zespołów Thin Lizzy, Whitesnake, Soul Sirkus, Black Star Riders, Blue Murder oraz Lynch Mob. Współpracował ponadto z takimi wykonawcami jak: Ted Nugent, Oliver Weers, Bill Ward i John Sykes. W 2007 roku nakładem wytwórni muzycznej Frontiers Records ukazał się debiutancki album solowy muzyka zatytułowany Live For Tomorrow.

## Instrumentarium
- ESP Ltd Marco Mendoza Signature MM-4FM[6]

## Filmografia
- "Guitar Man" (2015, film dokumentalny, reżyseria: Eric Paul Fournier)[7]